# Estação Bambú
Bambú é uma estação da Linha 1 do Metro de Madrid . Foi inaugurada juntamente com as estações Hortaleza e Manoteras quando do prolongamento das linhas  1 e 4 até a Pinar de Chamartín, em 11 de abril de 2007.
O estação localizada na rua de mesmo nome esta localizada no distrito madrilenho de Chamartín.